# Fudbalski Klub Budućnost Podgorica
El Fudbalski Klub Budućnost (en montenegrino cirílico: Фудбалски клуб Будућност)  es un club de fútbol profesional montenegrino de la ciudad de Podgorica. Fue fundado en 1925 y forma parte de la sociedad deportiva Budućnost Podgorica. Disputa sus partidos como local en el estadio Pod Goricom, uno de los más antiguos del fútbol montenegrino, y actualmente compite en la Primera División de Montenegro.
Los mayores éxitos deportivos del Budućnost son los campeonatos de Liga conseguidos en las temporadas 2007/08, 2011/12, 2016/17 y 2019/20, así como los dos títulos de la Copa de Montenegro en 2013 y 2019. El equipo ocupa el puesto 1.º en la clasificación histórica de Primera División y está considerado como uno de los equipos de mayor tradición futbolística en Montenegro. El club fue renombrado Budućnost Titogrado durante la época comunista.

## Historia

### Fundación y primeros años
El Budućnost fue fundado en 1925, y durante los primeros años de su historia disputó sus partidos en las diferentes categorías regionales de Montenegro, cuando el territorio pertenecía aún al Reino de Yugoslavia. Tras el final de la Segunda Guerra Mundial en 1945 fue inaugurado un nuevo estadio en la ciudad, el Pod Goricom, que se convirtió de este modo en el nuevo estadio del club. Esto resultó decisivo pues tan solo un año después, en 1946, el Budćnost logró ser el primer equipo de la República Socialista de Montenegro que ascendió a la Primera Liga de Yugoslavia, principal categoría del fútbol profesional en la antigua Yugoslavia. 

### Primeros éxitos
Con la llegada del comunismo se renombrarían muchas ciudades y pueblos, entre ellos Podgorica que pasó a ser conocida como Titogrado y en consecuencia el equipo pasó a ser entonces el "Budućnost Titograd". Bajo este nuevo nombre llegarían sus hasta aquel momento mayores éxitos deportivos, cuando en 1965 y 1977 disputó las finales de la Copa de Yugoslavia, perdiendo las dos ante el Dinamo de Zagreb y el Hajduk Split respectivamente. A nivel internacional su mayor logro se produciría en 1991 cuando logró llegar a la final de la ya extinta Copa de los Balcanes en 1991, en la que cayó derrotado en la prórroga frente al Fotbal Club Inter Sibiu de Rumania por un gol a cero.

### Etapa post-Yugoslavia
Con la independencia de varios países balcánicos, el Budućnost continuó en la Liga Yugoslava participando en la máxima categoría y quedando clasificado en posiciones medias de la tabla.

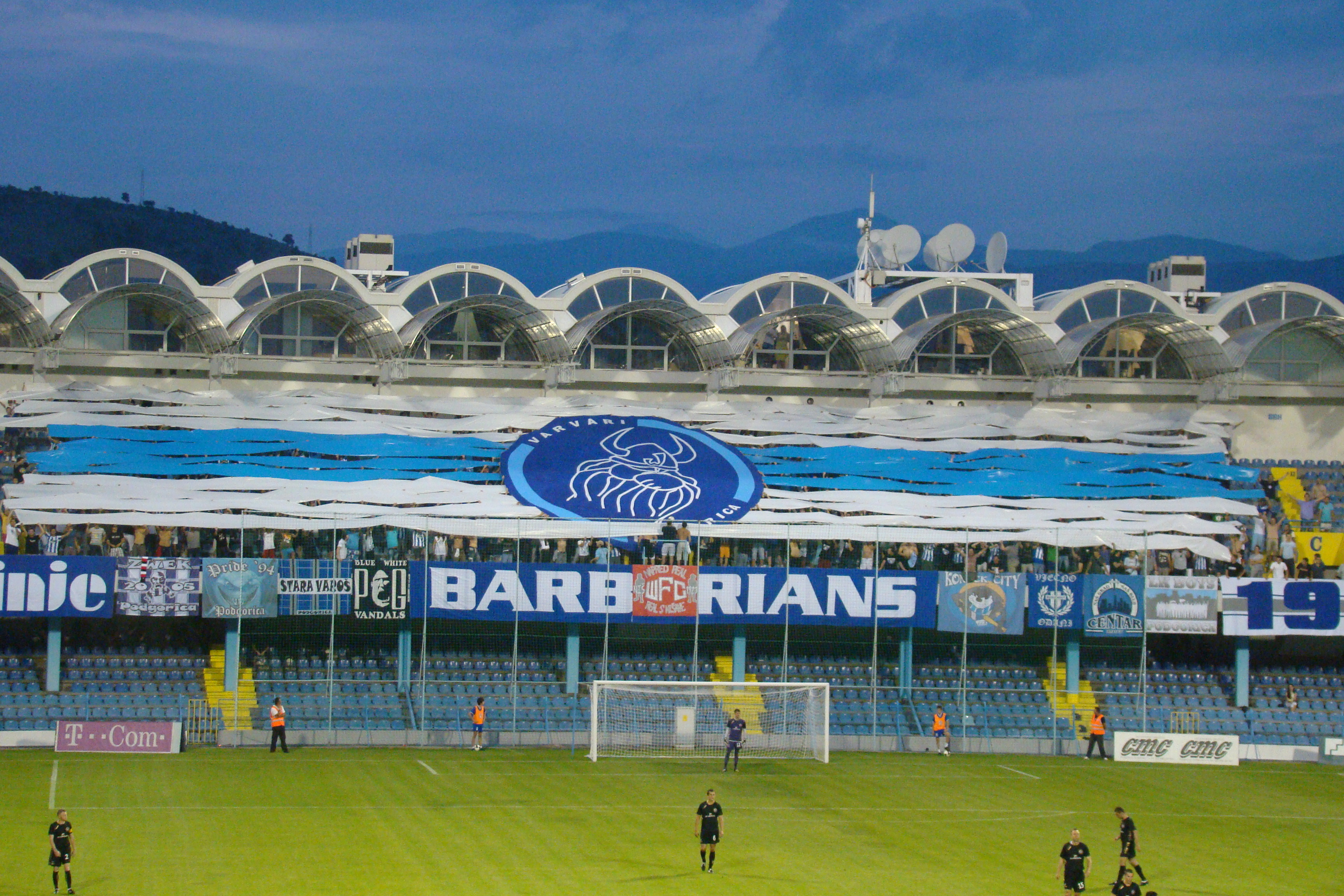
Aficionados del Budućnost mostrando un tifo en uno de los fondos del Estadio Pod Goricom.

Tras la independencia de Montenegro en 2006, el equipo pasó a formar parte de la máxima categoría desde la instauración del campeonato, en esa temporada inaugural conseguiría su primer subcampeonato y en la temporada 2007/08 mejoró esa clasificación y se alzó con su primer título.
Las siguientes tres campañas el club lograría tres subcampeonatos consecutivos, racha que lograría romper en la temporada 2011/12, cuando consiguió su segundo campeonato, además el club disputó la UEFA Europa League cayendo eliminado en la primera ronda previa por el KS Flamurtari Vlorë de Albania con un marcador global de 3:4 (1:3 y 2:1).

## Uniforme
- Uniforme titular: Camiseta azul y blanca a rayas, pantalón y medias azules.
- Uniforme alternativo: Camiseta, pantalón y medias blancas.

## Estadio
El Budućnost juega sus partidos como local en el Estadio Pod Goricom, con capacidad para 12 000 espectadores (17 000 con la instalación de las gradas supletorias). Este estadio es el más grande de todo Montenegro, y el único del país que cumple la normativa de la UEFA. En él disputa también sus partidos la Selección de fútbol de Montenegro.

## Jugadores
Destacan en el grupo de futbolistas que han pasado por el Budućnost los nombres de jugadores que han obtenido grandes éxitos tanto a nivel nacional como por supuesto internacional como pueden ser Dragoje Leković, Predrag Mijatović, Branko Brnović, Dejan Savićević, Simon Vukčević o Mladen Božović entre otros.

## Entrenadores
Sin duda el mejor entrenador que ha tenido el equipo en los últimos tiempos ha sido Branko Babić, con el serbio el equipo logró ganar su primera liga de montenegro en 2007/08, otros entrenadores recientes han sido Nikola Rakojević, que no logró finalizar la temporada 2010/11 y Saša Petrović, sustituto del anterior. La 2011/12 fue la primera y única temporada de Miodrag Radulovic al frente del equipo, en la que logró el campeonato montenegrino por segunda vez.
En la actualidad el entrenador es Nenad Lalatović, quien asumió el cargo en el año 2025.
- Karlo Vugrinec (1925–28)
- Duljo Vlak (1928–31)
- Šefket Šabanadžović (1932–34)
- Vojin Božović (1945–55)
- Božidar Dedović (1964–66)
- Vasilije Darmanović (1966–67)
- Aleksandar Atanacković (1967–68)
- Gojko Zec (1968–1969)
- Munib Saračević (1969–1970)
- Špiro Popović (1970–1971)
- Dušan Nenković (1971–1973)
- Vasilije Darmanović (1973–1974)
- Dušan Varagić (1974–1976)
- Marko Valok (1976–1977)
- Dragoljub Milošević (1977)
- Milutin Folić (1977–1978)
- Gojko Zec (1978–1979)
- Dragutin Spasojević (1979–1981)
- Đorđe Gerum (1981–1982)
- Milutin Folić (1982 – Mar 1984)
- Petar Š. Ljumović (1984)
- Josip Duvančić (1984)
- Milutin Folić (1985)
- Dragutin Spasojević (1985 – Mar 1986)
- Srboljub Markušević (1986)
- Milan Živadinović (1986–1987)
- Stanko Poklepović (1987–1989)
- Mojaš Radonjić (Jun 1989 – Jun 1990)
- Gano Ćerić (1990 – Feb 1991)
- Josip Kuže (1991)
- Milovan Đorić (1991)
- Milan Živadinović (1991–92)
- Dimitrije Mitrović (1992–94)
- Slobodan Kustudić (1994)
- Dragan Šaković (1995)
- Dimitrije Mitrović (1995)
- Momčilo Vujačić (1996–97)
- Savo Rogošić (1997)
- Mojaš Radonjić (1997)
- Dimitrije Mitrović (1997–98)
- Petar C. Ljumović (1998–99)
- Dragomir Okuka (1999–2000)
- Janko Miročević (2000)
- Božidar Vuković (2000)
- Dragan Šaković (2000)
- Miodrag Stanišić (2001)
- Nikola Rakojević (2001)
- Janko Miročević (2001–02)
- Mojaš Radonjić (Jul – Dic 2002)
- Srđan Bajić (Ene – Jun 2003)
- Branislav Milačić (Jul 2003– Mar 2006)
- Božidar Vuković (Mar 2006 - Jun 2006)
- Miodrag Božović (Jul – Dic 2006)
- Branislav Milačić (Ene – Abr 2007)
- Božidar Vuković (Abr 2007 - Jun 2007)
- Saša Petrović (Jun – Oct 2007)
- Mojaš Radonjić (Oct 2007 - Nov 2007)
- Branko Babić (Nov 2007 – Sep 2008)
- Miodrag Ješić (Sep 2008 – May 2009)
- Mihailo Ivanović (Jun 2009 – Abr 2010)
- Nenad Vukčević (Abr 2010 - Jun 2010)
- Nikola Rakojević (Jun – Dic 2010)
- Saša Petrović (Dic 2010 – Jul 2011)
- Miodrag Radulović (Jul 2011 – Jun 2012)
- Radislav Dragićević (Jun 2012 – Jul 2013)
- Nenad Vukčević (Jul 2013 – Mar 2014)
- Goran Perišić (Abr 2014 – Jul 2014)
- Dragan Radojičić (Jul 2014 – Jun 2015)
- Miodrag Vukotić (Jun 2015 – Jun 2017)
- Dragan Kažić (Jun – Nov 2017)
- Vladimir Vermezović (Dic 2017 – May 2018)
- Zoran Govedarica (Jun – Sep 2018)
- Branko Brnović (Oct 2018 – Oct 2019)
- Mladen Milinković (Nov 2019 – Jul 2021)
- Aleksandar Nedović (Ago 2021 – Ago 2022)
- Miodrag Džudović (Ago 2022 – July 2023)
- Mladen Milinković (July 2023 – May 2024)
- Nenad Lalatović (Jun 2024-)

### Cuerpo técnico 2012/2013[5]
- Entrenador: Radislav Dragićević
- Segundo entrenador: Goran Perišić
- Técnico Auxiliar: Nenad Vukčević
- Entrenador de porteros: Dragoje Leković
- Preparador físico: Jovan Počuča
- Auxiliares:
  - Jefe de servicios médicos: Zoran Jovović
  - Médico: Milorad Čabarkapa
  - ATS: Žarko Dašić

## Palmarés

### Torneos nacionales
- Primera División de Montenegro (7): 2007/08, 2011/12, 2016/17, 2019/20, 2020-21, 2022-23, 2024-25 .
  - Subcampeonatos (8): 2006/07, 2008/09, 2009/10, 2010/11, 2012/13, 2015/16, 2017/18 y 2018/19
- Copa de Montenegro (4): 2012/13, 2018/19, 2020/21 y 2021-22.
  - Subcampeonatos (3): 2007/08, 2009/10 y 2015/16
  - Subcampeón de la Copa de Yugoslavia* (2): 1964/65 y 1976/77

* Los equipos montenegrinos disputaban la Copa de Yugoslavia previo a la disolución del país.

### Torneos internacionales
- Subcampeón de la Copa de los Balcanes (1): 1990/91

## Participación en competiciones de la UEFA
| Temporada | Torneo                   | Ronda             | Club                    | Casa        | Visita |
| --------- | ------------------------ | ----------------- | ----------------------- | ----------- | ------ |
| 1995-96   | Copa Intertoto           | Grupo 7           | Tervis Pärnu            | –           | 3–1    |
| 1995-96   | Copa Intertoto           | Grupo 7           | Nea Salamis             | 1–1         | –      |
| 1995-96   | Copa Intertoto           | Grupo 7           | Bayer Leverkusen        | –           | 0–3    |
| 1995-96   | Copa Intertoto           | Grupo 7           | OFI                     | 3–4         | –      |
| 2005/06   | Copa Intertoto           | Clsificatoria 1   | FC Valletta             | 2–2         | 5–0    |
| 2005/06   | Copa Intertoto           | Clasificatoria 2  | Deportivo               | 2–1         | 0–3    |
| 2007-08   | Copa UEFA                | Clasificatoria 1  | Hajduk Split            | 1–1         | 0–1    |
| 2008-09   | Champions League         | Clasificatoria 1  | Tampere United          | 1–1         | 1–2    |
| 2009-10   | UEFA Europa League       | Clasificatoria 1  | Polonia Varsovia        | 0–2         | 1–0    |
| 2010-11   | UEFA Europa League       | Clasificatoria 2  | FK Baku                 | 1–2         | 3–0    |
| 2010-11   | UEFA Europa League       | Clasificatoria 3  | Brøndby IF              | 1–2         | 0–1    |
| 2011-12   | UEFA Europa League       | Clasificatoria 1  | Flamurtari Vlorë        | 1–3         | 2-1    |
| 2012-13   | Champions League         | Clasificatoria 2  | Śląsk Wrocław           | 0–2         | 1-0    |
| 2014–15   | Europa League            | Clasificatoria 1  | SS Folgore/Falciano     | 3–0         | 2–1    |
| 2014–15   | Europa League            | Clasificatoria 2  | AC Omonia               | 0–2         | 0–0    |
| 2015–16   | Europa League            | FClasificatoria 1 | Spartaks Jūrmala        | 1–3         | 0–0    |
| 2016-17   | Europa League            | Clasificatoria 1  | Rabotnički              | 1–0         | 1–1    |
| 2016-17   | Europa League            | Clasificatoria 2  | Genk                    | 2–0 (2-4 p) | 0–2    |
| 2017-18   | Champions League         | Clasificatoria 2  | Partizan                | 0-0         | 0-2    |
| 2018-19   | Europa League            | Clasificatoria 1  | Trenčín                 | 0–2         | 1–1    |
| 2019-20   | Europa League            | Clasificatoria 1  | Narva Trans             | 4–1         | 2–0    |
| 2019-20   | Europa League            | Clasificatoria 2  | Zorya Lugansk           | 1–3         | 0–1    |
| 2020-21   | Champions League         | Clasificatoria 1  | Ludogorets Razgrad      | 1–3         | –      |
| 2020-21   | Europa League            | Clasificatoria 2  | Astana                  | –           | 1–0    |
| 2020-21   | Europa League            | Clasificatoria 3  | Sarajevo                | –           | 1–2    |
| 2021-22   | Champions League         | Clasificatoria 1  | HJK                     | 0–4         | 1–3    |
| 2021-22   | Europa Conference League | Clasificatoria 2  | HB                      | 0–2         | 0–4    |
| 2022-23   | Europa Conference League | Clasificatoria 1  | Llapi                   | 2-0         | 2-2    |
| 2022-23   | Europa Conference League | Clasificatoria 2  | Breiðablik              | 2-1         | 0-2    |
| 2023-24   | Champions League         | Preliminar        | Atlètic Club d'Escaldes | 3-0         | 3-0    |
| 2023-24   | Champions League         | Preliminar        | Breiðablik              | 0-5         | 0-5    |
| 2023-24   | Europa Conference League | Clasificatoria 2  | Struga                  | 3-4         | 0-1    |
| 2024-25   | Europa Conference League | Clasificatoria 1  | Malisheva               | 3-0         | 0-1    |
| 2024-25   | Europa Conference League | Clasificatoria 2  | CSKA 1948               | 1-1 (t.e.)  | 0–1    |
| 2025-26   | Champions League         | Clasificatoria 1  | Noah                    | 2-2         | 0-1    |
| 2025-26   | Europa Conference League | Clasificatoria 2  | Milsami Orhei           | 0-0         | 1-2    |

### Récord Europeo
| Torneo                 | J  | G  | E  | P  | GF | GC |
| ---------------------- | -- | -- | -- | -- | -- | -- |
| Champions League       | 10 | 2  | 3  | 5  | 8  | 15 |
| Copa UEFA              | 2  | 0  | 1  | 1  | 1  | 2  |
| UEFA Europa League     | 24 | 9  | 4  | 11 | 28 | 28 |
| UEFA Conference League | 10 | 1  | 3  | 6  | 14 | 16 |
| Copa Intertoto         | 14 | 6  | 4  | 4  | 28 | 22 |
| I. Total               | 62 | 20 | 15 | 27 | 78 | 82 |

## Copa de los Balcanes
| Temporada | Ronda       | País    | Club          | Casa | Visita |
| --------- | ----------- | ------- | ------------- | ---- | ------ |
| 1976/77   | Grupo B     | Grecia  | Panathinaikos | 1–2  | 2–2    |
| 1976/77   | Grupo B     | Albania | Vllaznia      | 2–0  | 1–1    |
| 1990/91   | 1           | Albania | KF Tirana     | 2–1  | 0–0    |
| 1990/91   | Semifinales | Turquía | Galatasaray   | 0–0  | 1–1    |
| 1990/91   | Final       | Rumania | Inter Sibiu   | 0–0  | 0–1    |